# Gagea leosii
Gagea leosii är en liljeväxtart som beskrevs av Syed Irtifaq Ali och Igor Germanovich Levichev. Gagea leosii ingår i Vårlökssläktet och i familjen liljeväxter. Inga underarter finns listade.